# Ralph Stöckli
Ralph Stöckli (ur. 23 lipca 1976 w Uzwil) – praworęczny szwajcarski curler, brązowy medalista Zimowych Igrzysk Olimpijskich 2010, zawodnik klubu curlingowego Basel-Regio. Mieszkający w Ittigen. W curling gra od 1988, reprezentował swój kraj 15-krotnie. Z zawodu jest nauczycielem wychowania fizycznego.
Zakończył karierę sportową w 2010. Jego mottem było sformułowanie: Droga jest celem.

## Wyniki
| Rok  | Zawody                      | Miejsce |
| ---- | --------------------------- | ------- |
| 1994 | Mistrzostwa Świata Juniorów | 3       |
| 1995 | Mistrzostwa Świata Juniorów | 7       |
| 1996 | Mistrzostwa Świata Juniorów | 2       |
| 1997 | Mistrzostwa Świata Juniorów | 1       |
| 1998 | Mistrzostwa Świata Juniorów | 3       |
| 2002 | Mistrzostwa Europy          | 7       |
| 2003 | Mistrzostwa Świata          | 2       |
| 2005 | Mistrzostwa Europy          | 4       |
| 2006 | Igrzyska Olimpijskie        | 5       |
| 2006 | Mistrzostwa Świata          | 5       |
| 2006 | Mistrzostwa Europy          | 1       |
| 2007 | Mistrzostwa Świata          | 4       |
|      | Mistrzostwa Europy          | 4       |
| 2009 | Mistrzostwa Świata          | 4       |
|      | Mistrzostwa Europy          | 2       |
| 2010 | Igrzyska Olimpijskie        | 3       |

### Wielki Szlem
| Turniej                | 2001/2002 | 2003/2004 | 2004/2005 | 2005/2006 | 2008/2009 | 2009/2010 |
| ---------------------- | --------- | --------- | --------- | --------- | --------- | --------- |
| Canadian Open          | A         | x         | A         | A         | A         | A         |
| Masters of Curling     | A         | A         | x         | A         | x         | x         |
| The National           | A         | A         | A         | x         | A         | A         |
| Players’ Championships | x         | x         | QF        | A         | A         | A         |

| A  | = nie uczestniczył                         |
| x  | = nie zakwalifikował się do fazy finałowej |
| QF | = ćwierćfinał                              |
| SF | = półfinał                                 |
| F  | = finał                                    |
| W  | = zwycięstwo                               |

## Drużyna
|           | Czwarty           | Trzeci          | Drugi         | Otwierający                   |
| --------- | ----------------- | --------------- | ------------- | ----------------------------- |
| 2007/2010 | Ralph Stöckli     | Jan Hauser      | Markus Eggler | Simon Strübin                 |
| MŚ 2007   | Ralph Stöckli     | Jan Hauser      | Markus Eggler | Simon Strübin                 |
| ME 2006   | Andreas Schwaller | Ralph Stöckli   | Thomas Lips   | Damian Grichting              |
| 2005/2006 | Ralph Stöckli     | Claudio Pescia  | Pascal Sieber | Marco Battilana Simon Strübin |
| MŚ 2003   | Ralph Stöckli     | Claudio Pescia  | Pascal Sieber | Simon Strübin                 |
| ME 2002   | Ralph Stöckli     | Claudio Pescia  | Pascal Sieber | Michael Bösiger               |
| 1997/1998 | Ralph Stöckli     | Martin Zaugg    | Simon Strübin | Clemens Oberwiler             |
| 1994/1997 | Ralph Stöckli     | Michael Bösiger | Pascal Sieber | Clemens Oberwiler             |